# Eneli Kutter
Eneli Kutter, nata Vals (Põlva, 27 maggio 1991) è una calciatrice estone, centrocampista della nazionale estone.

## Caratteristiche tecniche
È una centrocampista centrale, le sue caratteristiche principali sono fisicità e visione di gioco.

## Carriera

### Club
Nata a Põlva, nel sud-est dell'Estonia, nel 1991, inizia a giocare a calcio con il Lootos Põlva, squadra della sua città, esordendo in Naiste Esiliiga, seconda serie, il 27 aprile 2008, nel 4-2 interno sul Narva Trans, nel quale segna una doppietta. Al primo anno vince il campionato, venendo promossa in Naiste Meistriliiga. Debutta in massima serie il 5 aprile 2009, nella sconfitta per 5-0 sul campo del Pärnu, nella quale gioca titolare. In due anni ottiene due quarti posti. Termina con 55 presenze e 33 gol in 3 anni.
Nel 2011 passa al Tammeka Tartu, esordendo il 9 aprile, quando gioca titolare nella sconfitta casalinga per 2-0 in campionato contro il Nomme Kalju. Segna il primo gol l'11 maggio, realizzando il definitivo 1-3 all'89' nella sconfitta interna contro il Lootos Polva in Meistriliiga. Rimane 2 anni, fino al 2013, giocando 52 gare e segnando 8 reti.
Nel 2014 va al Flora Tallinn, dove debutta il 6 aprile, in Supercoppa, giocando titolare nella sconfitta per 3-0 ai rigori contro il Pärnu JK. Segna la sua prima rete il 3 maggio, realizzando il 2-0 al 22' nel successo per 9-1 sul campo del Nomme Kalju in campionato. Nel 2018 si aggiudica la Eesti Naiste Superkarikas, Supercoppa d'Estonia. Termina con 71 presenze e 21 gol in 5 anni.
Nell'estate 2018 si trasferisce in Italia, andando a giocare nel Napoli Femminile, nella neonata Serie C.

### Nazionale
Dopo aver giocato nel 2006 e 2007 con Under-16 e Under-17, nel 2009 passa in Under-19, giocando 5 gare e realizzando 1 rete in un anno.
Debutta in nazionale maggiore a 17 anni, il 7 novembre 2008, subentrando nell'amichevole persa per 2-1 a Skopje, in Macedonia contro l'Armenia.
Segna il suo primo gol 5 giorni dopo, il 12 novembre, nell'1-1, sempre in amichevole a Skopje, contro le padrone di casa della Macedonia del Nord, realizzando il momentaneo 1-0 al 55'.

## Palmarès

### Club

#### Competizioni nazionali
- Naiste Esiliiga: 1

Lootos Põlva: 2008
- Eesti Naiste Superkarikas: 1

Flora Tallinn: 2018